# Hylephila ancora
Hylephila ancora är en fjärilsart som beskrevs av Carl Plötz 1883. Hylephila ancora ingår i släktet Hylephila och familjen tjockhuvuden. Inga underarter finns listade i Catalogue of Life.